# Pazifische Hurrikansaison 2007
Die Pazifische Hurrikansaison 2007 begann offiziell am 15. Mai und endete am 30. November. Innerhalb dieser Periode bilden sich die meisten Tropischen Stürme, da nur zu dieser Zeit geeignete Bedingungen, wie etwa ein warmer Ozean, feuchte Luft und wenig Windscherung, existieren, um die Bildung von Tropischen Wirbelstürmen zu ermöglichen. Alle Stürme, die sich nördlich des Äquators und östlich von 180° westlicher Länge bilden, gehören zu diesem Becken. Stürme, die sich weiter westlich bilden werden nicht mehr Hurrikans, sondern Taifune genannt und gehören zur Pazifischen Taifunsaison 2007.
Die Pazifische Hurrikansaison 2007 blieb in Bezug auf die Hurrikanaktivität (ACE) deutlich unter dem Durchschnitt (−60,2 %). Betrachtet man die gesamte nördliche Hemisphäre, war die Aktivität die niedrigste seit 1977. Zudem gab es im ersten Halbjahr zwischen dem 6. April (Tropischer Sturm Kong-rey) und dem 13. Mai (Zyklon Akash) mit 37 Tagen die längste Periode ohne globale Wirbelsturmaktivität seit Beginn der Satellitenbeobachtung. Auch die Anzahl der Wirbelstürme war vergleichsweise gering, lediglich in den Jahren 1977 (22 Stürme), 1979 und 1988 (26 Stürme), sowie 1999 (27 Stürme) wurden weniger Hurrikane beobachtet.
Stürme im Atlantik sind hier gelistet.

## Accumulated Cyclone Energy (ACE)
| 1                   | 5,30 (17.6) | Flossie   | 7  | 1,98  | Barbara  |
| 2                   | 7,84        | Henriette | 8  | 1,42  | Juliette |
| 3                   | 5,81        | Ivo       | 9  | 1,18  | Gil      |
| 4                   | 4,32        | Kiko      | 10 | 0,613 | Alvin    |
| 5                   | 2,77        | Cosme     | 11 | 0,49  | Erick    |
| 6                   | 2.40        | Dalila    |    |       |          |
| Gesamt: 34,2 (17,6) |             |           |    |       |          |

Die nebenstehende Tabelle zeigt die ACE für jeden Sturm dieses Jahres. Die ACE beschreibt die Energie eines tropischen Sturms, indem die Stärke eines Sturms mit der Dauer multipliziert wird, das heißt langandauernde Stürme, sowie starke Stürme haben einen hohen ACE-Wert.
Werte, die in Klammern geschrieben sind, beziehen sich auf den Verlauf im zentralpazifischen Becken, während die Zahlen ohne Klammern die Werte der Stürme im Ostpazifik verdeutlichen.

## Stürme

### Sturmnamen
Die folgenden Namen wurden für benannte Stürme benutzt, die sich im Jahr 2007 im Ostpazifik bildeten.
Alvin, Barbara, Cosme, Dalila, Erick, Flossie, Gil, Henriette, Ivo, Juliette und Kiko
Nicht zur Anwendung kamen:
Lorena, Manuel, Narda, Octave, Priscilla, Raymond, Sonia, Tico, Velma, Wallis, Xina, York und Zelda.
Stürme, die sich im mittleren Pazifik bilden, also zwischen der Datumslinie und dem 140. Längengrad, werden aufgrund von vier durchlaufenden Namenslisten benannt. Diese Namen werden fortlaufend verwendet. Während der Hurrikansaison 2007 wurde im mittleren Pazifik kein Name vergeben.
Die World Meteorological Organization hat keinen der vorstehenden Namen von der Liste der Namen tropischer Wirbelstürme gestrichen, sodass diese Namen während der pazifischen Hurrikansaison 2013 wieder verwendet werden.

### Tropischer Sturm Alvin
Am 24. Mai formte sich ein beinahe stationäres Tiefdruckgebiet 885 km südwestlich von Manzanillo. Begünstigt durch gute Höhenwinde konnte sich das System besser organisieren. Am 26. Mai hatte das Tief eine gut definierte Zirkulation entwickelt, die assoziierte Konvektion war aber ziemlich gering. Am 27. Mai nahm dann die konvektive Tätigkeit des Systems dramatisch zu und das erste tropische Tiefdruckgebiet der Saison entstand. Das langsam nach Westen ziehende System konnte sich vorerst, aufgrund schlechter thermodynamischer Bedingungen nicht verstärken und eine neu entstehende Störung setzte dem System derartig zu, dass ein Experte des NHC andeutete, dass das System nicht genug Konvektion habe, um es weiter als tropischer Wirbelsturm klassifizieren zu können. Am 28. Mai konnte sich jedoch die Konvektion regenerieren und das System konnte sich schließlich am 29. Mai in einen tropischen Sturm verstärken. Am gleichen Tag wurde die Konvektion wieder limitiert und das Zentrum des Sturm war nicht mehr eindeutig auf Satellitenbildern lokalisierbar. Schließlich wurde Alvin am 30. Mai wieder in ein tropisches Tiefdruckgebiet abgestuft und degenerierte am nächsten Tag in ein Resttief.
- NHC-Archiv zu Tropischer Sturm Alvin (Englisch)
- NHC Tropical Cyclone Report zu Tropischer Sturm Alvin (Englisch; PDF; 142 kB)

### Tropischer Sturm Barbara
Am 27. Mai entstand im Golf von Tehuantepec ein Gebiet von nicht organisierter Konvektion. Am nächsten Tag bildete sich im System ein kleines Tiefdruckgebiet aus und als das System in nördliche Richtung Zog konnte es sich besser organisieren. Am 29. Mai organisierte sich das System schließlich zu einem tropischen Tiefdruckgebiet. Der neu entstandene tropische Wirbelsturm war zunächst stationär und konnte sich am 30. Mai, unterstützt durch warme Wassertemperaturen, leichter Windscherung und unstabiler Luftschichtung, zu einem tropischen Sturm verstärken. Es war erst das dritte Mal nach 1956 und 1984, das sich im Monat Mai zwei benannte Systeme bildeten.
Das System bewegte sich schließlich in südöstliche Richtung und verlor am 31. Mai die meiste organisierte Konvektion. Dabei degenerierte es beinahe in ein Resttief. Das System konnte sich aber schließlich wieder verstärken und gelangte am 2. Juni als tropischer Sturm an der mexikanisch-guatemaltekischen Grenze über Land und richtete nur leichten Schaden an.
- NHC-Archiv zu Tropischer Sturm Barbara (Englisch)
- NHC Tropical Cyclone Report zu Tropischer Sturm Barbara (PDF, Englisch; 104 kB)

### Tropisches Tiefdruckgebiet Drei-E
Am Abend des 9. Junis erkannte das NHC erstmals ein breites, unorganisiertes Tiefdruckgebiet, das ein paar hundert Kilometer südwestlich von Acapulco lag. Die Schaueraktivität des Systems konnte sich während der Nacht besser organisieren, dennoch konnte sich das System vorerst, trotz guter Entwicklungsbedingungen, nicht in ein tropisches Tiefdruckgebiet verstärken. Schließlich erlangte das System am 11. Juli genug Organisation, um als tropisches Tiefdruckgebiet klassifiziert zu werden. Das System erreichte jedoch schnell ein Gebiet mit stabilerer Luft und kälteren Meerestemperaturen und konnte sich nie in einen tropischen Sturm verstärken. Am 13. Juni degenerierte es in ein Resttief.
- NHC-Archiv zu Tropisches Tiefdruckgebiet Drei-E (Englisch)
- NHC Tropical Cyclone Report zu Tropisches Tiefdruckgebiet Drei-E (PDF, Englisch; 33 kB)

### Tropisches Tiefdruckgebiet Vier-E
Am 9. Juli entwickelte sich ein Gebiet mit erhöhter konvektiver Aktivität zirka 1170 km südlich von Manzanillo. Die Umgebungsbedingungen erlaubten, dass sich das System besser organisieren konnte, und ein gut definiertes Tiefdruckgebiet entstand in der Störung. Am gleichen Tag wurde das System als tropisches Tiefdruckgebiet klassifiziert. Am 10. Juli schwächte sich die Konvektion des Systems ab, konnte sich jedoch, trotz schlechter Entwicklungsbedingungen, wieder neu bilden. Am 11. Juli, nachdem das System wiederum die meiste Konvektion verloren hatte, degenerierte es sich in ein Resttief.
- NHC-Archiv zu Tropisches Tiefdruckgebiet Vier-E (Englisch)
- NHC Tropical Cyclon Report zu Tropisches Tiefdruckgebiet Vier-E (PDF, Englisch; 29 kB)

### Tropisches Tiefdruckgebiet Fünf-E
Am 11. Juli, kurz nachdem sich das tropische Tiefdruckgebiet Vier-E in ein Resttief degeneriert hatte, entwickelte sich eine neue tropische Störung etwa 560 km südlich von Acapulco. Zwar erkannte das NHC, das die tropische Störung Potential für weitere Entwicklung hatte, die Strömungsbedingungen in der Umgebung förderten dies jedoch nicht. Am 12. Juli konnte das System jedoch tiefe Konvektion über dem Zentrum ausbilden und am 14. Juli zeigten Dvorak-Auswertungen, dass sich das System in ein tropisches Tiefdruckgebiet verstärkt hatte. Der tropische Wirbelsturm erreichte jedoch schnell in ein Gebiet von kühleren Gewässern und hoher vertikaler Windscherung und löste sich schließlich am 15. Juli auf, ohne jemals tropische Sturmstärke erreicht zu haben.
- NHC-Archiv zu Tropisches Tiefdruckgebiet Fünf-E (Englisch)
- NHC Tropical Cyclone Report zu Tropisches Tiefdruckgebiet Fünf-E (PDF, Englisch; 29 kB)

### Hurrikan Cosme
Zwei Stunden nachdem das tropische Tiefdruckgebiet Fünf-E klassifiziert worden war, erlangte eine tropische Störung eine Bodenzirkulation, sowie genug organisierte, tiefe Konvektion um ebenfalls als tropisches Tiefdruckgebiet klassifiziert zu werden.
Das System begann sich zunächst besser zu organisieren und konnte sich schließlich am 15. Juli in einen tropischen Sturm verstärken. Am 16. Juli intensivierte sich Cosme zum ersten Hurrikan im Jahre 2007. Kühlere Wassertemperaturen und heftige Windscherung sorgten jedoch kurz darauf für eine rasche Abschwächung. Dennoch konnte das System weiter organisierte Konvektion bilden und hielt noch für einen Tag tropische Sturmstärke, bevor es sich in ein tropisches Tiefdruckgebiet abschwächte, als es in den Zentralpazifik kreuzte. Cosme bewegte sich daraufhin in Richtung Nordwesten, und driftete schließlich am 21. Juli 295 km südlich von Big Island, Hawaii vorbei, wo es starke Regenfälle und Windböen von 65 km/h verursachte. Am 22. Juli begann sich Cosme aufzulösen.
- NHC-Archiv zu Hurrikan Cosme (Englisch)
- CPHC-Archive zu Tropisches Tiefdruckgebiet Cosme (Englisch)
- Tropical Cyclone Report zu Hurrikan Cosme (PDF, Englisch; 139 kB)

### Tropischer Sturm Dalila
Am 20. Juli wurde erstmals eine tropische Störung, süd-südwestlich vom Golf von Tehuantepec erkannt. Das NHC gab dem System gute Chancen auf langsame Entwicklung und am 22. Juli, nachdem die Bodenzirkulation der Störung ausgeprägter wurde, klassifizierte das NHC das System als siebtes tropisches Tiefdruckgebiet der Saison.
Trotz relativ stabiler Luftschichtung und konstanter Windscherung konnte sich das System am 23. Juli in einen tropischen Sturm verstärken und erreichte schließlich am 24. Juli seine Gipfelstärke als moderater Tropensturm. In den nächsten drei Tagen erreichte Dalila ein Gebiet mit kühleren Meerestemperaturen und degenerierte am 27. Juli in ein Resttief.
- NHC-Archiv zu Tropischer Sturm Dalila (Englisch)
- NHC Tropical Cyclone Report zu Tropischer Dalila (PDF, Englisch; 156 kB)

### Tropischer Sturm Erick
Am 28. Juli entstand eine tropische Störung, die etwa 1530 km südlich der Baja California gelegen war und sich in westliche Richtung bewegte. Tags darauf bildete sich ein breites Tiefdruckgebiet aus, doch leichte Scherwinde behinderten zunächst die Entwicklung des Systems. Am Morgen des 31. Juli konnte das System schließlich tiefe Konvektion über dem Zentrum etablieren und das NHC stufte das System als achtes tropisches Tiefdruckgebiet der Saison ein. Am 1. August wurde das System aufgrund von Dvorak-Beobachtungen zum Tropischen Sturm Erick aufgestuft. Erick konnte sich trotzdem, aufgrund von hartnäckiger vertikaler Windscherung, nicht weiter verstärken und löste sich schließlich am 2. August auf.
- NHC-Archiv zu Tropischer Sturm Erick (Englisch)
- NHC Tropical Cyclone Report zu Tropischer Sturm Erick (PDF, Englisch; 122 kB)

### Hurrikan Flossie
Am 2. August bildete sich etwa 970 km süd-südöstlich von Acapulco eine tropische Störung. Schauer und Gewittertätigkeiten nahmen in Verbindung mit einem kleinen Tiefdruckgebiet zu und nach der fortgesetzten Organisierung des Systems stellte das National Hurricane Center am 6. August fest, dass daraus am folgenden Tag ein tropisches Tiefdruckgebiet entstehen könnte. Das System wurde am 8. August etwa 2025 km von der Südspitze Niederkaliforniens liegend als Tropisches Tiefdruckgebiet Neun-E klassifiziert und später am selben Tag zum Tropischen Sturm Flossie aufgestuft. Der Sturm entwickelte ein Auge, das in allen Quadranten einen guten Fluss von Cirruswolken aufwies. Am 10. August wurde das Auge ausgeprägter und Flossie wurde zu einem Hurrikan hochgestuft. Hurrikan Flossie gelang über Nacht eine rapide Intensivierung und war am morgen des 11. August eins schwerer Hurrikan. Kurz darauf überschritt der Sturm den 140. westlichen Längengrad in den mittleren Pazifik.
Im mittleren pazifischen Becken setzte der Sturm seinen Westkurs fort, zu den Hawaiiinseln hin. Am Nachmittag des 11. August erreicht Flossie Windgeschwindigkeiten von zunächst 220 km/h, richtete sich am 12. August in ein Gebiet mit wachsenden vertikalen Scherwinden und der Hurrikan schwächte sich leicht ab. Der Sturm verlor jedoch nicht soviel an Kraft, wie ursprünglich vorausgesagt worden war, und das CPHC gab am nächsten Morgen eine Hurrikanvorwarnung für Big Island aus.
Als sich der Sturm am 13. August Big Island näherte, musste Flossie der Windscherung schließlich Tribut zollen und schwächte sich zu einem Hurrikan ab, dessen Intensität am unteren Ende der Kategorie 3 lag. Am späten 14. August wurde Flossie zum tropischen Sturm zurückgestuft und am 16. August zum tropischen Tiefdruckgebiet, ohne an Land Schäden verursacht zu haben.
- NHC-Archiv zu Hurrikan Flossie (Englisch)
- CPHC-Archiv zu Hurrikan Flossie (Englisch)
- Tropical Cyclone Report zu Hurrikan Flossie (PDF, Englisch; 147 kB)
- Tropical Cyclone Report zu Hurrikan Flossie (Englisch)

### Tropischer Sturm Gil
Das Tropische Tiefdruckgebiet Zehn-E bildete sich am 29. August westlich von Manzanillo, Mexiko und wurde am Nachmittag zum Tropischen Sturm Gil aufgestuft. Gil führte zur Überflutung von Culiacán, Sinaloa. Dort wurde ein 14-jähriger Junge von den Wassermassen eines Flusses davongespült wurde, der den Ort bis zu 1,5 m hoch überschwemmte. Gil wurde am 30. August zu einem tropischen Tiefdruckgebiet abgestuft. Am 2. September löste sich das System auf.
- NHC-Archiv zu Tropischer Sturm Gil (Englisch)
- NHC Tropical Storm Report zu Tropischer Sturm Gil (PDF, Englisch; 123 kB)

### Hurrikan Henriette
Eine Wetterstörung wurde am 30. August etwa 400 km südöstlich Niederkaliforniens zum Tropischen Tiefdruckgebiet Elf-E. Nach der Zunahme der Windgeschwindigkeiten im Laufe des 4. September stufte das NHC den Henriette zum Hurrikan der Kategorie 1 hoch. Der Sturm erreichte nach einer weiteren Intensivierung die Halbinsel Niederkalifornien bei José del Cabo in der Nacht zum 5. September als Hurrikan der Kategorie 2 und brachte heftige Regenfälle, die vier Menschenleben forderten.
Nach Erreichen der Küstenlinie verlor Henriette schnell an Kraft und wurde zum tropischen Sturm zurückgestuft. Binnen der folgenden 24 Stunden löste sich das System über dem Festland auf.
- NHC-Archiv zu Hurrikan Henriette (Englisch)
- NHC Tropical Cyclone Report zu Hurrikan Henriette (PDF, Englisch; 216 kB)

### Hurrikan Ivo
Am 18. September bildete sich 1080 km südlich der Spitze Niederkaliforniens das Tropische Tiefdruckgebiet Zwölf-E, das etwas später zum Tropischen Sturm Ivo und am 19. September zum Hurrikan der Kategorie 1 aufgestuft wurde. Während er sich dem südlichen Teil der Halbinsel Niederkalifornien nährte verlor der Sturm an Kraft und am 23. September veröffentlichte das NHC seine letzte Warnung den Hurrikan betreffend.
- NHC-Archiv zu Hurrikan Ivo (Englisch)
- NHC Tropical Cyclone Report zu Hurrikan Ivo (PDF, Englisch; 165 kB)

### Tropisches Tiefdruckgebiet Dreizehn-E
Das Tropische Tiefdruckgebiet Dreizehn-E bildete sich am 19. September südwestlich der Halbinsel Niederkalifornien. Das System konnte sich allerdings aufgrund einer kühlen Oberflächenwassertemperatur und Windscherungen nicht weiterentwickeln und löste sich am 20. September auf.
- NHC-Archiv zu Tropisches Tiefdruckgebiet Dreizehn-E (Englisch)13E.
- NHC Tropical Cyclone Report zu Tiefdruckgebiet Dreizehn-E (PDF, Englisch)

### Tropischer Sturm Juliette
West-südwestlich von Manzanillo bildete sich am 29. September das Tropische Tiefdruckgebiet Vierzehn-E. Es verstärkte sich im Laufe des Tages zum Tropischen Sturm Juliette, der am 30. September seinen Höhepunkt mit Windgeschwindigkeiten von 85 km/h erreicht. Aufgrund zunehmender Windscherung begann das System sich abzuschwächen. Juliette löste sich am 1. Oktober auf, ohne eine Gefahr für das Festland gewesen zu sein.
- NHC-Archiv zu Tropischer Sturm Juliette (Englisch)
- NHC Tropical Cyclone Report zu Tropischer Sturm Juliette (PDF; 128 kB)

### Tropischer Sturm Kiko
Das Tropische Tiefdruckgebiet Fünfzehn-E bildete sich am 15. Oktober etwa 650 km südwestlich von Manzanillo. Es wurde am darauffolgenden Tag als Tropischer Sturm Kiko klassifiziert. Das Sturmzentrum verblieb fast auf der Stelle und aufgrund von Scherwinden begann die Abschwächung des Systems. Am 17. Oktober erreichte das System erneut die Intensität eines tropischen Sturmes und wanderte in östlicher und nordöstlicher Richtung auf das mexikanische Festland zu und die Ausgabe von Sturmwarnungen wurde eingeleitet. Am 19. Oktober änderte sich Kikos Richtung auf Nordwest. Auf seinem Zugweg entlang der mexikanischen Küste gewann der Sturm an Stärke und erreichte am 21. Oktober knapp unter der Schwelle zu einem Hurrikan seine größte Stärke. Danach schwächte sich das System auf einem westlichen Kurs ab und löste sich am 23. Oktober auf.
- NHC-Archiv zu Tropischer Sturm Kiko (Englisch)
- NHC Tropical Cyclone Report zu Tropischer Sturm Kiko (PDF, Englisch; 160 kB)